# Martinsburg (Nebraska)
Martinsburg is een plaats (village) in de Amerikaanse staat Nebraska, en valt bestuurlijk gezien onder Dixon County.

## Demografie
Bij de volkstelling in 2000 werd het aantal inwoners vastgesteld op 103.. In 2006 is het aantal inwoners door het United States Census Bureau geschat op 101, een daling van 2 (-1,9%).

## Geografie
Volgens het United States Census Bureau beslaat de plaats een oppervlakte van 0,3 km², geheel bestaande uit land. Martinsburg ligt op ongeveer 382 meter boven zeeniveau.

## Plaatsen in de nabije omgeving
De onderstaande figuur toont nabijgelegen plaatsen in een straal van 20 km rond Martinsburg.